# Boeselburg

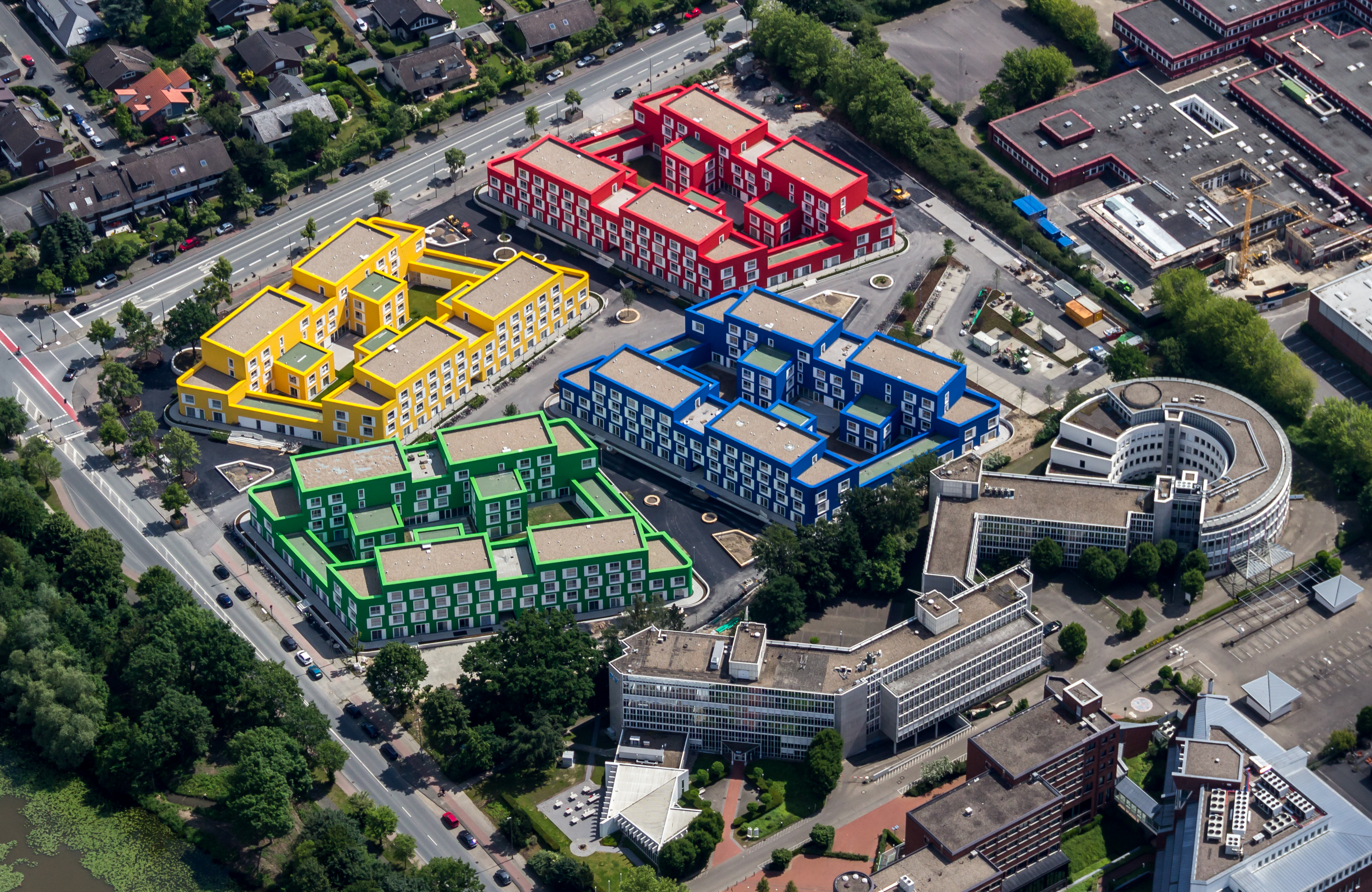
Luftansicht der Studentenwohnanlage Boeselburg

Die Boeselburg (auch Studentenwohnanlage Boeselagerstraße) ist eine Studentensiedlung, bestehend aus vier Wohnhäusern in der Boeselagerstraße 69–75 im Stadtteil Mecklenbeck im Süden von Münster. Mit ca. 18.000 m² Wohnfläche war sie zum Zeitpunkt der Erstellung die größte Passivhaussiedlung Europas.

## Geschichte
Vorgänger der heutigen Boeselburg war die alte Boeselburg, die 1972 erbaut wurde und 720 Studenten beherbergte. Da die Wohnungen 40 Jahre später nicht mehr zeitgemäß zugeschnitten und die energetischen Kennwerte nicht den aktuellen Standards entsprachen, entschied das Studierendenwerk Münster, das Gebäude abzureißen. Eine Sanierung hätte einen zweistelligen Millionenbetrag gekostet, da auch der Baugrund mit Schadstoffen kontaminiert war. Der Abriss kostete 950.000 Euro, die Entsorgung des mit Schadstoffen belasteten Baumaterials nochmal eine Million.
2009 lobte das Land NRW einen Bauwettbewerb aus, den das Architekturbüro Kresings in Münster gewann. Der Bau wurde im Mai 2014 abgeschlossen und das Gebäude am 26. Juni 2014 eingeweiht. Bauherr war das Studentenwerk Münster.
Die Straße und damit auch die Wohnanlage sind nach dem Adelsgeschlecht Boeselager benannt, insbesondere nach dem Juristen Max(imilian) Anton Freiherr von Boeselager, der unter der französischen Herrschaft von 1811 bis 1813 Maire (Bürgermeister) und anschließend bis 1821 preußischer Stadtdirektor von Münster war.

## Beschreibung und Ausstattung
Die Wohnfläche der Siedlung beträgt ca. 18.000 m², auf denen insgesamt 535 Bewohner Platz haben. Die vier polygonalen Wohnhäuser sind identisch aufgebaut und unterscheiden sich durch ihre auffälligen Farben (Rot, Grün, Gelb und Blau). Die Ein-, Zwei- und Drei-Zimmer-Wohnungen sind zwischen 25 und 67 m² groß, darüber hinaus gibt es WG-ähnliche Gruppenwohnungen, an denen jeweils drei oder fünf Appartements angeschlossen sind. Die 3er-Gruppenwohnungen sind 108 m² groß, die 5er-Gruppenwohnungen zwischen 170 und 180 m² groß.
Inmitten der Wohnhäuser gibt es einen Innenhof, im Südosten der Anlage einen Parkplatz und über das Areal verteilt eine Großtagespflegestelle sowie einen zentralen Waschsalon.

## Auszeichnungen
- Auszeichnung guter Bauten 2014 des BDA Münster-Münsterland[1]